# Tetfol
Tetfol – belgijska seria komiksowa autorstwa scenarzysty Frédérica Delzanta, tworzącego pod pseudonimem Eric, i rysownika Jeana-Luca Vernala. Stworzona w 1978 i ukazująca się do 1985 w odcinkach w czasopiśmie "Le Journal de Tintin", została też opublikowana w siedmiu tomach w latach 1981–1986 nakładem wydawnictwa Le Lombard. Po polsku oficyna Pegasus wydała dwa pierwsze tomy w 1990.

## Fabuła
Akcja serii, utrzymana w konwencji fantasy i rozgrywająca się w średniowieczu, opowiada o przygodach chłopca imieniem Tetfol, który został wychowany przez wilki, umie się z nimi porozumiewać i żyje z nimi w stadzie w górach. Stroni od ludzi, a kontakty z nimi często kończą się konfliktem: Tetfol sprzeciwia się ludzkiemu okrucieństwu i zachłanności i broni przed nimi świat natury.

## Tomy
| Tom | Tytuł i rok wydania polskiego | Tytuł i rok wydania oryginalnego   |
| --- | ----------------------------- | ---------------------------------- |
| 1   | Syn wilka (1990)              | Le Fils du loup (1981)             |
| 2   | Książę Gevaudanu (1990)       | Le Prince du Gévaudan (1981)       |
| 3   |                               | Les Soleils perdus (1982)          |
| 4   |                               | Le Grand Livre (1983)              |
| 5   |                               | La Lumière noire (1983)            |
| 6   |                               | Les Héritiers du crépuscule (1984) |
| 7   |                               | La Pierre des certitudes (1986)    |